# Червонохутірський могильник
Червонохутірський могильник — могильник пізнього періоду трипільської культури кінця III-тисячоліття до нової ери. Розташований у Києві у місцевості Червоний Хутір в піщаній дюні, яка височіла над широкою заболоченою заплавою лівого берега Дніпра.
Дослідження проводились з 1950 року. На площі 100 м² виявлено 195 поховань, які розташовувалися групами. У кожній групі були, швидше за все, поховані найближчі родичі, а могильник в цілому служив некрополем племінного колективу. Померлі поховані за обрядом трупоспалення. Після кремації залишки праху зсипалися в глиняні посудини-урни або невеликі круглі ямки. Серед кальцинованих кісток, або поруч з ними, клали поховальний інвентар, до складу якого входили глиняний посуд, знаряддя праці, зброю і прикраси. Глиняний посуд різноманітний за формою — це плоскодонні горщики і судини банкової форми, які були прикрашені орнаментом, амфори, мініатюрні судини культового призначення. Знаряддя праці представлені кременевими ножами, скребками, клиноподібними сокирами. Знахідки доводять, що в околицях проживало войовничо-скотарське населення.
Червонохутірський могильник досліджували Валентин Даниленко і М. Макаревич.